# Stanisław Pieczonka
Stanisław Pieczonka (ur. 4 sierpnia 1979 w Gorlicach) – polski siatkarz, występujący na pozycji przyjmującego. W polskiej ekstraklasie zawodnik Morza Szczecin, Czarnych Radom, Resovii i Delekty Bydgoszcz. W sezonie (2007/08) gracz Toulouse Volley-Ball (Francja).
Karierę zawodniczą rozpoczynał w SMS PZPS Rzeszów. Następnie grał w Morzu Szczecin, w barwach którego zadebiutował w ekstraklasie.
Potem został zawodnikiem Czarnych Radom, występujących w najwyższej klasie ligowej. W sezonie 2001/2002 z radomskim zespołem spadł z Polskiej Ligi Siatkówki. Jako spadkowicze radomianie uplasowali się na 4. miejscu zaplecza PLS-u.
Przed rozgrywkami edycji 2003/2004 podpisał kontrakt z Resovią, będącą ligowym rywalem drużyny z Radomia. W pierwszym sezonie gry w Rzeszowie wywalczył z zespołem awans do ekstraklasy. W roli beniaminka rzeszowianie utrzymali się w lidze, zajmując 8. miejsce. Rok później Pieczonka z klubem wywalczyli 5. pozycję mistrzostw kraju. Po tym sezonie działacze Resovii nie przedłużyli umowy z zawodnikiem.
Siatkarz otrzymał ofertę gry w Jokerze Piła. W tym samym czasie dostał propozycję gry we Francji i Austrii (w sezonie 2006/2007 austriacki zespół grał w Lidze Mistrzów). Przez pół roku bronił barw pilskiego zespołu, grającego w I lidze (zaplecze ekstraklasy). Następnie występował w drużynie Polskiej Ligi Siatkówki, Delekcie Bydgoszcz. Na sezon 2007/2008 wyjechał do Francji, by bronić  barwy Toulouse Volley-Ball, uczestnika Pro A (najwyższej klasy rozgrywek).
15 maja 2008 zawarł nową umowę z BKSCh Delektą Bydgoszcz na grę w jej barwach w sezonie 2008/09.